# Карл Дурспект
Карл Дурспект (нім. Karl Durspekt, 23 листопада 1913, Відень — 14 лютого 1978) — австрійський футболіст, що грав на позиції нападника, пізніше — футбольний тренер. Відомий виступами у складі клубів «Адміра», «Руан» і «Флорідсдорфер», а також національної збірної Австрії. Дворазовий чемпіон Австрії, володар кубка Австрії, фіналіст кубка Мітропи.

## Клубна кар'єра
Розпочинав виступи в аматорській команді «Норт Відень 1912», зі складу якої перейшов у «Адміру» (Відень). У 1932 році у 18-річному віці зіграв у складі команди у кубку Австрії у матчі 1/16 фіналу проти команди «Расеншпортфройнде» (3:1) і відзначився забитим голом. У підсумку «Адміра» виграла кубок, хоча Дурспект жодного матчу у тому розіграші більше не зіграв, я і в чемпіонаті Австрії, переможцем якого також став клуб «Адміра».
У наступному сезоні Дурспект уже регулярно грав — на його рахунку 12 матчів і 8 голів, а команда посіла третє місце. У 1934 році разом з командою завоював титул чемпіона Австрії. Зіграв у тому сезоні 5 матчів і забив 2 голи, а «Адміра» на два очка випередила «Рапід». У кубку країни не грав, тому лише умовно може вважатися його переможцем.
Того ж 1934 року «Адміра» дісталась фіналу кубка Мітропи. У першому раунді його клуб переміг «Наполі» (0:0, 2:2, 5:0), у чвертьфіналі — празьку «Спарту» (4:0, 2:3, Карл забив два голи у другій грі), у півфіналі туринський «Ювентус» (3:1, 1:2). У фіналі «Адміра» зустрілась ці ще одним італійським клубом — «Болоньєю». У першому фінальному матчі, що відбувся без участі Карла, австрійській команді вдалося переломити гру і здобути вольову перемогу з рахунком 3:2. У матчі-відповіді Дурспект повернувся в склад, змінивши Антона Шалля, а «Адміра» поступилась з рахунком 1:5. Загалом зіграв у тому турнірі 7 матчів і забив 3 голи.
У сезоні 1934/35 «Адміра» стала другою в чемпіонаті. У кубку Мітропи команда у першому матчі розіграшу перемогла угорську Хунгарію 3:2, а Дурспект забив один з голів. Проте у матчі-відповіді угорці взяли реванш з рахунком 1:7 і пройшли далі. У чемпіонському для «Адміри» сезоні 1935/36 Карл зіграв на його початку 3 матчі і забив 1 гол, після чого перейшов у команду «Руан». Грав у нападі разом з зірками французького футболу того часу Жаном Ніколя і Роже Рьйо. У 1936 році команда забила 119 голів у другому дивізіоні і вийшла в елітну лігу, де протягом двох наступних сезонів займав високе четверте місце.
Серед сезону 1938/39 років після повернувся до «Адміри». Клуб потрапив у фінальний турнір чемпіонату Німеччини. «Адміра» виграла групу, що складалась з чотирьох команд і потрапила у півфінал. В 1/2 фіналу клуб здолав з рахунком 4:1 «Гамбург», а Дурспект забив 2 голи. У фіналі «Адміра» зустрічалась з найсильнішою німецькою командою того часу — «Шальке». Матч для віденців завершився розгромною поразкою від гельзенкірхенців — 0:9. Карл загалом зіграв 5 матчів, у яких забив 4 голи.
У роки Другої світової війни грав у клубах «Флорідсдорфер» і «Маркердсдорф». У 1945—1948 роках знову грав за «Флорідсдорфер». Його партнером був молодий Ернст Оцвірк, який називав Карла своїм кумиром 1930-х років.

## Виступи за збірну
У складі збірної Австрії дебютував у травні 1935 року поєдинку зі збірною Чехословаччини (0:0). За місяць відзначився забитим голом у матчі з командою Угорщини, програному з рахунком 3:6. Більше в збірній не виступав.
Також виступав у складі збірної Відня. Дебютував у 1934 році поєдинку проти збірної Праги (4:2). У 1935 році відзначився голом у поєдинку зі збірної Братислави (6:2).

## Тренерська кар'єра
Розпочав тренерську кар'єру в клубі «Вімпассінг» у 1950 році. Після цього два сезони керував командою «Лундс» зі Швеції. Один сезон провів у швейцарському клубі другого дивізіону «Локарно», з яким посів 10 місце. Працював в командах «Отвідабергс» та «Ян» (Регенсбург). 
Два сезони провів у 1961-1963 у грецькому ПАОКу, з яким посів 6 і 4 місця у чемпіонаті. У сезоні 1964/65 вперше був тренером в команді в австрійської ліги «Грацер». Пізніше керував командами «Рапід» (Лінц), норвезькою «Старт» (Крістіансанн) і знову «Грацером». Завершив кар'єру в шведському «Будені» у 1975 році.

## Статистика

### Статистика виступів за збірну
| Дата       | Місто    | Господарі      | Результат | Гості   | Турнір                             | Голи | Примітки |
| ---------- | -------- | -------------- | --------- | ------- | ---------------------------------- | ---- | -------- |
| 14/04/1935 | Прага    | Чехословаччина | 0 – 0     | Австрія | Кубок Центральної Європи 1933—1935 | -    |          |
| 12/05/1935 | Будапешт | Угорщина       | 6 – 3     | Австрія | товариський матч                   | 1    |          |
| Усього     |          | Матчів         | 2         |         | Голів                              | 1    |          |

### Статистика виступів у кубку Мітропи
| №                      | Розіграш               | Стадія                 | Дата та місце проведення | Команда 1              | Рахунок | Команда 2           | Голи    |
| ---------------------- | ---------------------- | ---------------------- | ------------------------ | ---------------------- | ------- | ------------------- | ------- |
| 1                      | 1934                   | 1/8                    | 24.06.1934 Неаполь       | Наполі                 | 2:2     | Адміра (Відень)     |         |
| 2                      | 1934                   | 1/8 перегр.            | 1.07.1934 Цюрих          | Адміра (Відень)        | 5:0     | Наполі              | 62'     |
| 3                      | 1934                   | 1/4                    | 18.07.1934 Відень        | Адміра (Відень)        | 4:0     | Спарта (Прага)      |         |
| 4                      | 1934                   | 1/4                    | 22.07.1934 Прага         | Спарта (Прага)         | 3:2     | Адміра (Відень)     | 14' 40' |
| 5                      | 1934                   | 1/2                    | 25.07.1934 Відень        | Адміра (Відень)        | 3:1     | Ювентус (Турин)     |         |
| 6                      | 1934                   | 1/2                    | 29.07.1934 Турин         | Ювентус (Турин)        | 2:1     | Адміра (Відень)     |         |
| 7                      | 1934                   | Фінал                  | 9.09.1934 Болонья        | Болонья                | 5:1     | Адміра (Відень)     |         |
| 8                      | 1935                   | 1/8                    | 16.06.1935 Відень        | Адміра (Відень)        | 3:2     | Хунгарія (Будапешт) | 36'     |
| 9                      | 1935                   | 1/8                    | 23.06.1935 Будапешт      | Хунгарія (Будапешт)    | 7:1     | Адміра (Відень)     |         |
| Всього у кубку Мітропи | Всього у кубку Мітропи | Всього у кубку Мітропи | Всього у кубку Мітропи   | Всього у кубку Мітропи | 9       |                     | 4       |

## Досягнення
- Чемпіон Австрії (2): 1934, 1936[10]
- Срібний призер чемпіонату Австрії (1): 1935
- Володар кубка Австрії (1): 1932
- Фіналіст кубка Мітропи (1): 1934
- Фіналіст чемпіонату Німеччини (1): 1939